# المجلة البريطانية لتمريض القلب
المجلة البريطانية لتمريض القلب هي مجلة بريطانية شهرية تنشر البحوث السريرية والمقالات ذات الصلة باختصاص تمريض القلب.